# Kwara
Kwara (jorubsky Ìpínlẹ̀ Kwárà) je jeden ze států Nigérie. Nachází se v západní části země a sousedí s Beninem a nigerijskými státy Niger, Kogi, Ekiti, Osun a Oyo. Patří do regionu Middle Belt, kde se prolínají vlivy křesťanského jihu a muslimského severu Nigérie. Díky relativně pokojnému soužití různých etnik má přezdívku „stát harmonie“.
V devatenáctém století bylo území součástí Sokotského sultanátu, později ho ovládli Britové a od roku 1961 patří Nigérii. Stát Kwara vznikl při administrativní reformě v roce 1967, jeho území bylo zmenšeno při zvyšování počtu států v letech 1976 a 1991. Název státu je odvozen od místního označení řeky Niger.
Stát Kwara má rozlohu 36 825 km² a žije v něm okolo dvou a půl milionu obyvatel, hustota zalidnění patří k nejnižším v Nigérii. Většinu obyvatel tvoří Jorubové, žijí zde také Fulbové a Baribové. Hlavním městem je Ilorin. Území Kwary je rozděleno na šestnáct administrativních regionů: Asa, Baruten, Edu, Ekiti, Ifelodun, Ilorin East, Ilorin South, Ilorin West, Irepodun, Isin, Kaiama, Moro, Offa, Oke Ero, Oyun a Pategi.
Krajina je tvořena savanou a řídkými lesy. Pěstuje se kukuřice, rýže, čirok, kolovník, kávovník, tabák a bavlník. Nerostné bohatství zahrnuje turmalín, tantalit, mramor a kaolin. Šesté největší nigerijské město Ilorin je centrem potravinářského, textilního a papírenského průmyslu, má dvě veřejné iniverzity, islámskou univerzitu, baptistickou vysokou školu a dvě polytechniky. Hlavní turistickou atrakcí státu je národní park Kainji.
V Ilorinu sídlí fotbalový klub Kwara United FC.